# Géographie de l'Australie
La géographie de l'Australie englobe une grande variété de régions biogéographiques. Il s'agit du plus petit continent du monde, tout en constituant le sixième plus grand pays du monde. La population australienne est concentrée le long des côtes est et sud-est. Sa géographie est très variée, de ses montagnes enneigées aux grands déserts. De la Tasmanie incluant les forêts tropicales et des prairies. Les pays voisins sont l'Indonésie, le Timor oriental et la Papouasie-Nouvelle-Guinée au nord, les Îles Salomon, le Vanuatu et la Nouvelle-Calédonie à l'est, enfin la Nouvelle-Zélande au sud-est.

## Géographie physique
L'Australie est un pays et une île constituant le continent Océanie, entre l'Océan Indien et l'Océan Pacifique. Il fait également partie du Commonwealth. C'est le sixième plus grand pays du monde, comptant 7 686 850 km2, y compris les îles Lord Howe et Macquarie, soit légèrement plus petit que les États-Unis mais 13 fois plus grand que la France métropolitaine,. Le pays compte 758 estuaires, dont la plupart sont situés dans les zones tropicales et subtropicales. Une récente analyse de détection à distance à l'échelle mondiale révèle que le pays compte 8 866 km2 de zones de marées, ce qui en fait le troisième pays le plus important en termes de superficie de marées. Le pays possède la troisième plus grande zone économique exclusive, soit 8 148 250 km2, territoire antarctique australien non compris.

## Géographie politique
Le pays est composé de six États : le Queensland, la Nouvelle-Galles du Sud, l'Australie-Méridionale, la Tasmanie, l'État de Victoria et l'Australie-Occidentale. En outre, le pays comprend des territoires extérieurs tels que les îles Ashmore-et-Cartier, l'île Norfolk, l'île Christmas, les îles Cocos, les îles de la mer de Corail, les îles Heard-et-MacDonald. L'Australie revendique également un territoire sur l'Antarctique, appelé Territoire antarctique australien.

## Géologie
Les roches australiennes datent pour les plus anciennes de plus de 3 milliards d'années, et les plus récentes de seulement quelques milliers d'années. Son plus haut sommet est le mont Kosciuszko, qui culmine à 2 228 m, ce qui est relativement faible par rapport aux plus hautes montagnes des autres continents. Le point le plus bas du continent est le lac Eyre qui se situe approximativement à −13 m du niveau de la mer. C'est également le plus grand lac du pays.
Charles Rowland Twidale, géographe, estime qu'entre 10 et 20 % des paysages modernes de l'Australie se sont formés au Mésozoïque, lorsque le continent faisait partie du Gondwana.
Le pays est situé au milieu d'une plaque tectonique et ne connaît donc actuellement aucun volcan actif. Les séismes mineurs qui ne causent aucun dommage sont fréquents, tandis que les séismes majeurs, d'une magnitude supérieure à 6 se produisent en moyenne tous les cinq ans.

## Climat

Carte des climats australiens.

Le climat australien varie mais la majorité du pays vit sous un climat désertique ou semi-aride. Jusqu'à 18 % de la partie continentale de l'Australie est constituée de déserts tandis que d'autres zones sont considérées comme ayant un climat désertique en raison de faible précipitations et de températures élevées,.
|                           | Janvier | Février | Mars | Avril | Mai  | Juin | Juillet | Août | Septembre | Octobre | Novembre | Décembre |
| ------------------------- | ------- | ------- | ---- | ----- | ---- | ---- | ------- | ---- | --------- | ------- | -------- | -------- |
| Température maximale (°C) | 26,4    | 26,3    | 25,2 | 22,9  | 20   | 17,6 | 17      | 18,3 | 20,5      | 22,5    | 24       | 25,7     |
| Température minimale (°C) | 18,8    | 19      | 17,5 | 14,1  | 10,9 | 8,6  | 7,1     | 8,1  | 10,3      | 13,1    | 15,3     | 17,5     |
| Précipitations (mm)       | 94      | 113     | 115  | 106   | 101  | 120  | 69      | 77   | 61        | 72      | 81       | 74       |

## Environnement
De nombreux problèmes environnementaux sont relevés dans le pays tels que l'érosion des sols due au surpâturage, l'industrialisation, l'urbanisation et de mauvaises pratiques de l'agriculture. Dans les années 1900, une barrière anti-lapins est construite afin de protéger les zones pastorales des invasions de rongeurs comme le lapin. En 2019, le pays est ravagé par de nombreux incendies dus à la sécheresse, causant la disparition de nombreux animaux sauvages dont le Koala,,.